# Lizanne Bussières
Lizanne Bussières, född 20 augusti 1961, är en friidrottare från Kanada. Hon deltog vid olympiska sommarspelen 1988 och olympiska sommarspelen 1992.